# (419624) 2010 SO16
(419624) 2010 SO16 er en benævnelse for en nærjords-asteroide opdaget med Wide-field Infrared Survey Explorer rumteleskopet. Banen blev beskrevet af Christou Apostolos og David Asher ved Armagh Observatory i Irland.  Objektet har en størrelsesklasse på 20,7 og er adskillige hundreder meter i diameter.
2010 SO16 har en hesteskoformet bane som tillader den stabilt at dele jordens bane naboskab uden at kollidere med den. Det tager omkring 350 år for småplaneten at fuldende én hel hesteskocyklus. Ifølge forskellige simulationer vil 2010 SO16 blive i denne bane i mindst 120.000 år og nogle gange i mere end en million år, hvilket er usædvanligt stabilt sammenlignet med andre lignende objekter.